# Glan
Cet article possède un paronyme, voir Gland.
La Glan est une rivière autrichienne qui coule dans le land de Carinthie. Elle est un affluent en rive droite de la Gurk, donc un sous-affluent du fleuve le Danube par la Drave.

## Parcours
Elle coule au nord du Wörthersee, en prenant sa source dans le massif de l'Ossiach Tauern (en), traverse Feldkirchen, continue vers le nord-est et atteint le château de Glanegg peu avant Sankt Veit.
Elle coule dans la région de la Zollfeld (en), le cœur historique du duché de Carinthie et arrive à Klagenfurt, la capitale du land. À Ebenthal, elle reçoit les eaux de la Glanfurt (de) et se jette dans la Gurk plus à l'est.